# Као-мані
Као-мані — порода кішок, що виведена в Таїланді.

## Історія
Перші згадки про као-мані датовані XIII століттям, короткошерста кішка з різноколірними очима була описана в найстарішому тайському трактаті про кішок «Tamra Maew». Кішку називали као-плорт (повністю біла), ретельно охороняли й вважали цінністю державного рівня. У стародавньому Сіамі, кішки као-мані проживали тільки у заможних осіб. Відомо, що король Сіаму Рама V Чулалонгкорн був шанувальником као-мані. Спершу у нього було 8 кішок цієї породи. Король був зайнятий правлінням країною, яка балансувала між незалежністю і колонізацією, тому переклав клопоти по їх утриманню та розведенню на свого сина. Зусиллями принца, поголів'я королівських кішок збільшилася до 18, а пізніше, спільна робота сина і дочки Чулалонгкорна V, «дала плоди» і кішок стало 40.
За народними тайськими повір'ями біла кішка з різноколірними очима принесе удачу та багатство своєму власникові. Сила віри в надприродні здібності тварини, стала приводом для участі као-мані в коронації останнього абсолютного монарха Таїланду, Рами VII Прачадіпока. Втім, монарху не сприяла удача, в країні розгорілася революція, монархічний лад змінився конституційним, сам цар вимушено зрікся престолу через 10 років правління і помер від серцевого нападу.
Близько 650 років жодна кішка као-мані не покинула Таїланд. Лише після другої світової війни порода стала відома на Заході. У 1999 пару као-мані імпортував у США заводчик Коллін Фреймут. Йому вдалося отримати перше потомство. Досвідчені заводчики зайнялися популяризацією і зміцненням породи. Простежити генетичне коріння породи, вік якої розтягнувся на століття, практично неможливо. Заводчикам довелося покладатися на досвід і інтуїцію. Встановлено, що у сіамської кішки можуть народитися білосніжні малюки з блакитними очима або гетерохромією якщо в'язка сталася з безпородним котом. Експерименти тривали до 2001 року. Кішки отримали право реєстрації на виставках і демонструвалися поза конкурсом до 2012 року. Абсолютного визнання порода не досягла, адже для отримання чемпіонського статусу порода повинна бути стабільною. У роботі над зміцненням породи і зараз беруть участь добровольці з клубу любителів као-мані, експерти з Міжнародної асоціації кішок (TICA) і Британської організації кішок (GCCF).

## Опис
Короткошерсті кішки з абсолютно білим хутром. Ці кішки досить мініатюрні, з витонченою і граціозною статурою. Коти важать 3-4 кг; кішки, як правило, трохи менші, і їх вага не перевищує трьох кілограм.
Тіло у них подовжене, міцне і досить мускулисте. Спина рівна і пряма. Лапи довгі й тонкі. Подушечки лап широкі з витонченими округлими кінчиками. Задні лапи трохи довші за передні. Хвіст середньої довжини, досить тонкий і звужений до кінчика. Хвіст має ту ж довжину, що і тіло кішки. Голова у формі трикутника, з високими вилицями й м'якою лінією підборіддя. Ніс широкий і прямий, без будь-яких впадинок. Вушка великі, прямі й широко розставлені. Кінчики вух мають плавну лінію переходу від широкої основи до вузьких округлих кінчиків.
Відмітна особливість цих кішок — це їхні незвичайні очі. Великі й виразні, мигдалеподібної форми, з трохи піднятими зовнішніми куточками. Колір очей, зазвичай, блакитний. Але мають као-мані ще одну особливість — це схильністю до гетерохромії (очі різного кольору). Дуже часто у дорослих особин одне око блакитне, а інше жовте або зелене. Навіть вдень очі цих кішок мають діамантовий блиск і здатні відбивати світло.
Шерсть коротка і щільна, зі слабо вираженим підшерстям. Шубка у цих кішок дуже шовковиста і м'яка, і на дотик нагадує атлас. Забарвлення у као-мані допускається лише біле, без будь-яких плям або смуг. Внутрішня сторона вушок, ніс і шкіра на подушечках лапок повинні бути ніжно-рожевого кольору.